# Лайтсе
Ла́йтсе (ест. Laitse küla) — село в Естонії, у волості Сауе повіту Гар'юмаа.
Старійшина села — Кріста Війдік.

## Населення
Чисельність населення на 31 грудня 2011 року становила 412 осіб.

## Історія
З 21 травня 1992 до 1 листопада 1993 року село відносилося до волості Ніссі. Після утворення 1 листопада 1993 волості Керну і до 24 жовтня 2017 року село входило до складу цього самоврядування.

## Пам'ятки

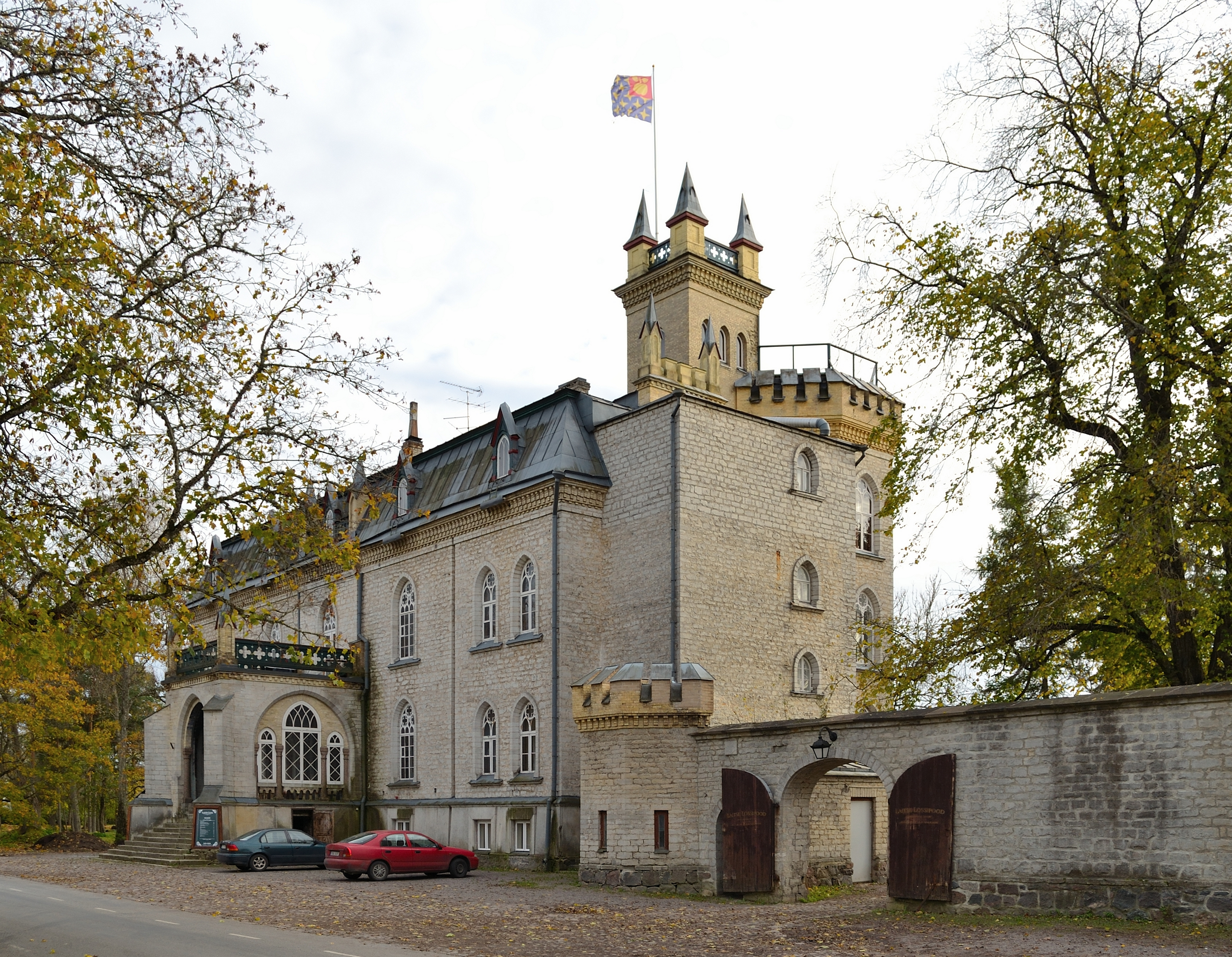

У Лайтсе міститься жертовне джерело і цвинтар 30-х років XX століття. Дані об'єкти являють собою археологічну цінність і охороняються державою.

## Транспорт
Залізнична станція Лайтсе розташована в селі Каазіку.

## Інше
Раніше в селі розташовувалася середньохвильова радіостанція естонського радіо, яка ретранслювала естонські передачі на весь світ.
Одна з трьох бібліотек волості Керну відкрита в Лайтсе.